# Frédérick Ernestine Grasser Hermé
 (décembre 2012).
Si vous disposez d'ouvrages ou d'articles de référence ou si vous connaissez des sites web de qualité traitant du thème abordé ici, merci de compléter l'article en donnant les références utiles à sa vérifiabilité et en les liant à la section « Notes et références ».
 (décembre 2014).
Frédérick Ernestine Grasser Hermé (ou Frédérick e. Grasser Hermé, également abrégé en FeGH), est une écrivaine française de gastronomie, née Frédérick Ernestine Grasser le 27 août 1943 à Neuilly-sur-Seine.
Elle a été mariée au pâtissier Pierre Hermé.

## Carrière
Elle a été successivement directrice de publicité au Journal du Show Business et au magazine anglais Screen International pour le cinéma et la musik business (1968-71), chef de publicité aux publications Lizanen pour Show Magazine et Video Pro (1972-80), directrice de publicité au groupe Hachette Filipacchi Régie pour Télé-ciné-vidéo, Guide-cuisine et Cuisine actuelle (1980-88), directrice commerciale de Hachette Filipacchi Régie (1988-90), journaliste pigiste au Figaroscope (1994-95), à Cuisine et vins de France (1996), pour la chronique d’Alain Ducasse dans Le Journal du dimanche, directrice de collection aux éditions Noésis puis directrice littéraire aux éditions Agnès Viénot (depuis 1999), chroniqueuse artistique et culinaire à l’émission Cultur’elles sur France 3 (2005), chef consultante aux restaurants D’Chez Eux (depuis 2009) et l’Évasion (2010).

## Concept
FeGH fait de la cuisine une nouvelle expression artistique en proposant des performances culinaires dans les musées tels que la RMN, (Réunion des musées nationaux) en rapport avec des expositions comme le nouveau réalisme, la figuration narrative, Marie-Antoinette aux galeries nationales du Grand Palais, le Centre Pompidou en hommage à Luc Moullet, Playground pour l’étoffe des ados, ou en conférence sur le mauvais goût. Au service de la diffusion du savoir, FeGH présente les caractéristiques des produits de la nature encore méconnus du public et en invente les utilisations dans le monde moderne (Stevia, Mertensia maritima, yuba, yuzu, basilic bleu, spiruline, pois chiche noir...). Au service de l’« Art de Vivre » et, en tant que chef cuisinière, FeGH conçoit et rédige les cartes des restaurants et des hôtels qui font la réputation de la cuisine française dans le monde (France, Maroc, Tunisie), de façon régulière en partenariat avec les designers d’aujourd’hui (Matali Crasset...). Au service des entreprises alimentaires cherchant à renouveler tant la qualité que l’originalité des produits de leur marque, FeGH intervient techniquement et artistiquement pour la mise en valeur des saveurs naturelles : Danone 90 ans, Carrefour, Henaff le pâté ça conserve, Nescafé, Régilait, Mumm à l’international, Heinz, Kellogg's... Au service de l’évolution de l’électroménager et de la domestique industrielle, FeGH apporte son expertise pour les ustensiles des marques comme SEB, Alessi...

## Publications
Création de recettes gastronomiques par assemblage (food art) de produits de grande consommation ; ouvrages culinaires : 
- La Cuisinière du cuisinier Alain Ducasse, éditions Alain Ducasse / Salon de la Gastronomie en Littérature / Lec Eds, 1994  (ISBN 2-84123-338-3)
- Méditerranées. Cuisine de l'essentiel : 130 recettes avec Alain Ducasse, Hachette Pratique, 1996  (ISBN 978-2-01236-068-6)
- Délices d’initiés, 1999
- Mon Chien fait Recettes, Agnès Vienot éditions, 2001  (ISBN 978-2-91160-694-6)
- Cuisinez les Légumes autrement, Agnès Vienot éditions, 2003   (ISBN 978-2-91464-534-8)
- Super Cocotte : 119 recettes pour la Cocotte-Minute à toute vapeur, Hachette, 2004  (ISBN 978-2-01236-870-5)
- Tartines, Librairie Académique Perrin, 2006   (ISBN 978-2-26202-575-5)
- Les bons Ustensiles les bons Gestes, Agnès Vienot éditions, 2008  (ISBN 978-2-35326-039-3)
- Cuisinez les Produits mythiques, Agnès Vienot éditions, 2008  (ISBN 978-2-35326-038-6)

### Collection «Dix façons de le préparer»
- La betterave, dix façons de la préparer, éditions de l’épure, 2003
- Le caviar, dix façons de le préparer, éditions de l’épure, 2004
- La mozzarella, dix façons de la préparer, éditions de l’épure, 2005
- Le coca cola, dix façons de le préparer, éditions de l’épure, 2008
- Débit de boissons, dix façons de le préparer, éditions de l’épure, 2008
- De l'outil à l'agréable, le geste qui sauve en cuisine, 2008
- Le pâté Hénaff : 10 façons de l’accommoder, éditions de l’épure, 2009  (ISBN 978-2-35255-105-8)
- Le beurre, dix façons de le préparer, éditions de l’épure, 2009
- Pour ceux qui n'aiment pas le fromage, dix façons de le préparer, éditions de l’épure, 2010
- L'autre couscous, dix façons de le préparer, éditions de l’épure, 2010

### Titre de FeGH ne faisant pas l'objet d'une collection
- J'aime Paris co-auteur avec Alain Ducasse éditions LEC  2010
- À la table du père noël est une ordure chez Agnès - écrit avec Pierre Rival 2010
- Que ceux qui aiment le cochon me suivent 80 recettes pour l'Amicale du Gras cuisinées dans l'excès Hachette Cuisine 2015

### «Serial colors»titre original déposé à l'INPI copyright FeGH[Quoi ?]
- Nuancier Serial colors, éditions de l’épure 2006
- L'orange, dix façons de le préparer, éditions de l’épure, 2006
- Le blanc, dix façons de le préparer, éditions de l’épure, 2006
- Le rouge, dix façons de le préparer, éditions de l’épure, 2006
- Le vert, dix façons de le préparer, éditions de l’épure, 2006
- Le bleu, dix façons de le préparer, éditions de l’épure, 2006
- Le violet, dix façons de le préparer, éditions de l’épure, 2006
- Le rose, dix façons de le préparer, éditions de l’épure, 2006
- Le jaune, dix façons de le préparer, éditions de l’épure, 2006
- Le noir, dix façons de le préparer, éditions de l’épure, 2006

## Performances
Des performances culinaires pour :
- L'année de la France en Chine (2004)
- Les expositions Le Nouveau Réalisme (2007)
- Marie Antoinette, Emil Nolde et Figuration narrative (2008) organisées pour la Réunion des musées nationaux (RMN) aux Galeries nationales du Grand Palais
- La rétrospective Luc Moullet
- La manifestation Playground au centre Georges Pompidou (2009), pour la ligne de meuble Moustache à l’espace Modem dans le cadre des Designers Days (2009)
- Créatrice de la recette Couscous c’est moi un pain c’est tout (Premier prix spécial du jury au Festival 2008 du couscous de San Vito Lo Capo, Italie)
- Cocréatrice (avec Matali Crasset) du concept Cuis’In Nature dans le cadre du salon Maison & Objet –Now !
- Design à vivre (2009) ; carte et arts de la table pour les restaurants Dar Ahlam (2000), la Blanchisserie (2005) et le passage Saint-Rock (2007)
- Dar Hi hôtel écologique (2010), création du concept restaurant noir Black Calavados (2008), concept et carte du restaurant FlottesO.trement (2009) a contribué aux lancements de chezAline pour Delphine Zampetti, de la Buvette à Camille rue Saint Maure Paris 11e. Actuellement chargé de missions pour le développement des restaurants : Monsieur Baba de Willy Morfoisse, Valois 1868 pour les frères Osty, a participé à la mise en œuvre du libre de Gluten pour d'Eric Kayser au pilote de la rue de l'Échelle Paris Ier. Responsable de toute la comme de David Lanher pour ses 8 restaurants français et Racines New York. Avec l'Appétit vient en lisant 15 ouvrages publiés aux  éditions Agnès Vienot pour le soutien au parti poétique d'Olivier Darné à Saint-Denis et la banque du miel pour une meilleure compréhension de la destruction des ruchers ? Agnès Vienot éditeur a reversé les droits d'auteurs à la banque du miel. Publié au journal officiel du 20 avril 2013 la création de l'association de l'Amicale du Gras pour la promotion du goût et de la bonne chère et de la ripaille, sans gêne sans peur et sans reproche -  Bureau : FeGH madame le président, trésorier Pierre Soulignac, secrétaire Laurent Brenta, secrétaires- adjoints maître Vincent Tolédano et Sébastien Mayol,
- Stratégie de communication pour le DLT (David Lanher Tribune) pour ses 8 restaurants : Racines, Racines (2) Racines New York, Vivants Table & Cave, Paradis, La Crémerie, Stern passage des Panoramas. Rédige la nouvelle carte de l'Escargot Montorgueil, inscrit aux Monuments historiques et communication de cette adresse mythique, création de la carte du Valois 1868 quatrième brasserie créée à Paris fin XIXe siècle architecturée par Richard Lafond, développement du bar avec le Ruben's Sandwich au pastrami de veau, du hot dog chic au homard... Mission de communication pour le nouveau monde du pain avec la boulangerie Chambelland 14, rue Ternaux Paris 11e. Responsable de la comme de Kayser pour le libre de gluten et mise au point des recettes au pilote de la rue de l'Echelle Paris 1er. S'occupe de la communication de Bronco d'Arnaud Lacombe rôtisseur depuis 2014, chargé de la stratégie médias des BOLS DE JEAN nouveau concept de restauration rapide. Responsable médias pour Christophe Saintagne PAPILLON et LE GARDE MANGER, le traiteur animé par Laura Portelli et de son tout nouveau lieu 'Pique Nique'.
- Responsable de la stratégie médias pour l'ouverture de leur tout premier restaurant ROZO dans le vieux Lille, estampillé Diego Delbecq et Camille Pailleau automne 2017.
- Anime depuis le second semestre 2018 sur Paris Première dans l'émission Très Très Bon de François-Régis Gaudry : la chronique Le Geste par FeGH montrant le geste de l'outil (ustensile de cuisine) avec la complicité de chef(fes), comment faire une tortilla irréprochable, comment faire des passatelli, couper proprement une terrine au couteau électrique, comment bien réussir à l'aide d'une passoire un pili pili arrangé, comment tailler une puntarella avec Alessandra Pierini avec une guitare.
- On peut consulter toutes les chroniques Le Geste par FeGH publiées sur la toile par thématique de gestes
- 2018 commissaire culinaire Zone Sensible pour le parti poétique fondateur Olivier Darné
- Depuis Février 2023 une nouvelle rubrique sur les Arts de la Table, appelée Le petit conservatoire de FeGH, c'est ajoutée à la chronique Le Geste par FeGH, complétant l'univers historique, montrant l'élégance des Arts de la Table à la française pour exemple:  le bol sein ou le bol téton de Marie Antoinette pour Rambouillet 1887 présenté à la Manufacture de Sèvres. Démonstration chez Table** avec Bruno Verjus, de ma recette du Turbot sur pilotis d'os à moelle, publiée dans La cuisinière du Cuisinier d'Alain Ducasse 1994 - cuit dans du Mauviel 1830 ont un savoir-faire unique pour leur turbotière en cuivre étamé, il faut compter 8h de travail en cumulé ils sont le dernier fabricant au monde de turbotière, produit entièrement fait à la main.

## Distinctions
- Prix du Fooding 2000 pour le meilleur livre de l'année pour Délices d'initiés éditions Agnès Vienot
- Chevalier de l'ordre du Mérite agricole 2001
- Chevalier des Arts et des Lettres 2007
- Premier prix spécial du jury 2008 pour les championnats du monde du couscous à San Vito Lo Capo Sicile
- Chevalier de l'Ordre national du Mérite (décorée le 23 septembre 2011 par Frédéric Mitterrand à l’occasion de la fête de la Gastronomie)[1] a arrêté sa collaboration avec Pix&Associés depuis le 31 mars 2013
- Prix exceptionnel Archestrate 2012 pour La Cuisinière du cuisinier d'Alain Ducasse (version images
- Chevalier de la Légion d'honneur le 14 avril 2017[2]